# Androy
Androyregionen är en region i Madagaskar. Den ligger i den södra delen av landet, 700 km söder om huvudstaden Antananarivo. Antalet invånare är 476 600. Arean är 21 930 kvadratkilometer.
Terrängen i Androyregionen är varierad.
Androyregionen delas in i distrikten:
- Amboyombe
- Beloha District
- Tsihombe

Följande samhällen finns i Androyregionen:
- Ambovombe
- Tsiombe
- Beloha
- Kopoky
- Tranovaho
- Beteza